# Raphia elbea
Raphia elbea är en fjärilsart som beskrevs av Smith 1908. Raphia elbea ingår i släktet Raphia och familjen nattflyn. Inga underarter finns listade.